# Seznam chráněných území v okrese Kroměříž
Toto je seznam chráněných území v okrese Kroměříž aktuální k roku 2017, ve kterém jsou uvedena chráněná území v oblasti okresu Kroměříž.
| Kód  | Obrázek                                                                      | Typ | Název                | Rozloha (ha) | Galerie Commons                                                                | Popis území | Souřadnice                       |
| ---- | ---------------------------------------------------------------------------- | --- | -------------------- | ------------ | ------------------------------------------------------------------------------ | --- | -------------------------------- |
| 5988 | Bašnov                                                                       | PP  | Bašnov               | 17,47        | Kategorie „Bašnov“ na Wikimedia Commons                                        | Kuňka ohnivá - evropsky významný druh a její biotop                                                                                                   | 49°15′1″ s. š., 17°27′23″ v. d.  |
| 609  | Bernátka                                                                     | PP  | Bernátka             | 3,00         | Kategorie „Bernátka“ na Wikimedia Commons                                      | Smíšený les s hojným výskytem řeřišnice trojlisté | 49°21′28″ s. š., 17°48′2″ v. d.  |
| 6094 | ???                                                                          | PP  | Bludný               | 5,75         | Kategorie „Bludný“ na Wikimedia Commons                                        | Střevlík hrbolatý (Carabus variolosus) a jeho biotop, biotop L4 suťové lesy, biotop L5.1 květnaté bučiny a biotop S3B jeskyně nepřístupné veřejnosti. | 49°22′14″ s. š., 17°45′5″ v. d.  |
| 2427 | Popis obrazku                                                                | PP  | Bralová              | 0,85         |                                                                                | Lokalita hadího mordu nachového | 49°8′16″ s. š., 17°11′44″ v. d.  |
| 623  | Rosošský potok na východním okraji PR                                        | PR  | Čerňava              | 18,13        | Kategorie „Čerňava“ na Wikimedia Commons                                       | Zbytek karpatské jedlobučiny | 49°22′48″ s. š., 17°47′0″ v. d.  |
| 2483 | Popis obrazku                                                                | PP  | Drážov               | 0,35         |                                                                                | Stráňka s teplomilnými společenstvy | 49°13′5″ s. š., 17°18′55″ v. d.  |
| 2488 | Popis obrazku                                                                | PP  | Dubina               | 0,76         | Kategorie „Dubina (natural monument)“ na Wikimedia Commons                     | Přirozená dubohabřina s výskytem třešně křovité | 49°22′36″ s. š., 17°36′24″ v. d. |
|      | Hostýnské vrchy                                                              | PřP | Hostýnské vrchy      | 20 400       | Kategorie „Hostýnské vrchy“ na Wikimedia Commons                               | | 49°23′ s. š., 17°44′43″ v. d.    |
| 133  | Popis obrazku                                                                | NPP | Chropyňský rybník    | 24,09        | Kategorie „Chropyňský rybník“ na Wikimedia Commons                             | Rybník s výskytem kotvice splývavé, a bohatou avifaunou                                                                                               | 49°21′14″ s. š., 17°22′10″ v. d. |
|      | Chřiby z rozhledny Brdo                                                      | PřP | Chřiby               | 26 025       | Kategorie „Chřiby“ na Wikimedia Commons                                        | | 49°4′55″ s. š., 17°14′25″ v. d.  |
| 5983 | Celkový pohled na PP od vsi Chvalčova                                        | PP  | Chvalčov             | 1,19         | Kategorie „Chvalčov (natural monument)“ na Wikimedia Commons                   | Čolek velký - evropsky významný druh a jeho biotop | 49°23′19″ s. š., 17°42′29″ v. d. |
| 155  |                                                                              | PP  | Kamenec              | 3,00         | Kategorie „Kamenec (natural monument, Kroměříž District)“ na Wikimedia Commons | Teplé svahy s porostem jalovce a teplomilnou květenou                                                                                                 | 49°12′25″ s. š., 17°19′16″ v. d. |
| 165  | Přírodní památka Kazatelna                                                   | PP  | Kazatelna            | 0,50         | Kategorie „Kazatelna (Chřiby)“ na Wikimedia Commons                            | Ojedinělé skalisko z magurského pískovce | 49°5′47″ s. š., 17°13′40″ v. d.  |
| 631  | Kelčský Javorník                                                             | PR  | Kelčský Javorník     | 122,35       | Kategorie „Kelčský Javorník“ na Wikimedia Commons                              | Zbytek přirozeného smíšeného lesa | 49°24′8″ s. š., 17°46′1″ v. d.   |
| 181  | Komínky                                                                      | PP  | Komínky              | 0,50         | Kategorie „Komínky“ na Wikimedia Commons                                       | Skalní útvar z magurského pískovce | 49°11′5″ s. š., 17°22′5″ v. d.   |
| 193  | Skalní útvar Kozel                                                           | PP  | Kozel                | 0,50         | Kategorie „Kozel (Chřiby)“ na Wikimedia Commons                                | Skalisko z magurského pískovce | 49°5′52″ s. š., 17°13′ v. d.     |
| 197  | Popis obrazku                                                                | NPP | Křéby                | 4,73         | Kategorie „Křéby“ na Wikimedia Commons                                         | Stráňka s teplomilnou květenou | 49°17′13″ s. š., 17°11′17″ v. d. |
| 2017 | Kurovický lom                                                                | PP  | Kurovický lom        | 15,12        | Kategorie „Kurovický lom“ na Wikimedia Commons                                 | Geologická a paleontolická lokalita s výskytem zvláště chráněných druhů obojživelníků a plazů                                                         | 49°16′24″ s. š., 17°31′18″ v. d. |
| 6099 | PP Loučka pod Bukovinou                                                      | PP  | Loučka pod Bukovinou | 0,41         | Kategorie „Loučka pod Bukovinou“ na Wikimedia Commons                          | Čolek karpatský (Triturus montandoni) a jeho biotop.                                                                                                  | 49°22′ s. š., 17°42′32″ v. d.    |
| 5999 | Mokřad Pumpák                                                                | PP  | Mokřad Pumpák        | 1,32         | Kategorie „Mokřad Pumpák“ na Wikimedia Commons                                 | Čolek velký a jeho biotop | 49°19′25″ s. š., 17°28′19″ v. d. |
| 259  | Pohled na horní část PP od jihovýchodu                                       | PP  | Na Jančích           | 2,50         | Kategorie „Na Jančích“ na Wikimedia Commons                                    | Lokalita velmi vzácného snědku kulatoplodého | 49°22′40″ s. š., 17°44′17″ v. d. |
| 6097 | PP Nádrž Tesák                                                               | PP  | Nádrž Tesák          | 0,133        | Kategorie „Nádrž Tesák“ na Wikimedia Commons                                   | Čolek karpatský (Triturus montandoni) a jeho biotop.                                                                                                  | 49°22′1″ s. š., 17°46′31″ v. d.  |
| 284  | Obora                                                                        | PP  | Obora                | 14,44        | Kategorie „Obora (přírodní památka, okres Kroměříž)“ na Wikimedia Commons      | Dubohabrový les se vzácnou květenou | 49°15′59″ s. š., 17°24′18″ v. d. |
| 1360 | Obřany zřícenina na okraji PR                                                | PR  | Obřany               | 23,94        | Kategorie „Obřany (Hostýnské vrchy)“ na Wikimedia Commons                      | Skalnaté svahy se suťovým porostem, lokalita krtičníku jarního                                                                                        | 49°22′2″ s. š., 17°43′53″ v. d.  |
| 5984 | Ocásek                                                                       | PR  | Ocásek               | 9,7509       | Kategorie „Ocásek (nature reserve)“ na Wikimedia Commons                       | Květnaté bučiny | 49°5′57″ s. š., 17°14′8″ v. d.   |
| 6098 | Suťový les na strmém svahu na území PP                                       | PP  | Orlí hnízdo          | 3,01         | Kategorie „Orlí hnízdo (natural monument)“ na Wikimedia Commons                | Biotopy květnatých a acidofilních bučin a jeskyně nepřístupné veřejnosti                                                                              | 49°22′33″ s. š., 17°46′30″ v. d. |
| 6099 | Lesní porost na svahu u cesty tvořící horní okraj PP                         | PP  | Pavlínka             | 15,89        | Kategorie „Pavlínka (natural monument)“ na Wikimedia Commons                   | Biotop L4 suťové lesy, biotop L5.1 květnaté bučiny, biotop L5.4 acidofilní bučiny, střevlík hrbolatý (Carabus variolosus) a jeho biotop.              | 49°23′55″ s. š., 17°44′54″ v. d. |
| 322  | Pod Kozincem                                                                 | PP  | Pod Kozincem         | 20,42        | Kategorie „Pod Kozincem“ na Wikimedia Commons                                  | Podhorská louka se vstavači, hořcem hořepníkem aj. | 49°23′53″ s. š., 17°43′52″ v. d. |
| 342  | Popis obrazku                                                                | PP  | Přehon               | 2,27         |                                                                                | Ostrůvek teplomilné květeny (hojná záhořanka žlutá)                                                                                                   | 49°10′18″ s. š., 17°14′11″ v. d. |
| 1764 |                                                                              | PP  | Rameno Moravy        | 1,59         |                                                                                | Slepé rameno Moravy se zbytky vodních a mokřadních společenstev                                                                                       | 49°19′28″ s. š., 17°22′20″ v. d. |
| 6108 | Pohled na chráněné území od modře značené stezky na Skalný                   | PP  | Rusava - Hořansko    | 5,12         | Kategorie „Rusava - Hořansko“ na Wikimedia Commons                             | Biotop T2.3B podhorské až horské smilkové trávníky bez jalovce.                                                                                       | 49°21′30″ s. š., 17°42′29″ v. d. |
| 6109 |                                                                              | PP  | Rusava - Na Skále    | 0,441        |                                                                                | Biotop R1.1 - luční pěnovcová prameniště. | 49°21′26″ s. š., 17°41′46″ v. d. |
| 389  |                                                                              | PP  | Skalka-Polomsko      | 0,87         | Kategorie „Skalka-Polomsko“ na Wikimedia Commons                               | Travnatá stráň s teplomilnou květenou | 49°24′55″ s. š., 17°49′20″ v. d. |
| 5996 | Popis obrazku                                                                | PP  | Skalky u Hulína      | 0,74         |                                                                                | Kuňka ohnivá (Bombina Bombina) a její biotop | 49°17′48″ s. š., 17°29′1″ v. d.  |
| 622  | Smrdutá                                                                      | PR  | Smrdutá              | 6,51         | Kategorie „Smrdutá“ na Wikimedia Commons                                       | Suťový, převážně javorový porost s bohatým bylinným patrem                                                                                            | 49°22′25″ s. š., 17°45′18″ v. d. |
| 1219 | Skalky a balvany v lese na území PR                                          | PR  | Sochová              | 16,45        | Kategorie „Sochová“ na Wikimedia Commons                                       | Ekosystém horské květnaté jedlobučiny a svahového suťového lesa                                                                                       | 49°23′6″ s. š., 17°47′41″ v. d.  |
| 1692 |                                                                              | PR  | Stará Hráz           | 7,76         | Kategorie „Stará Hráz“ na Wikimedia Commons                                    | Společenstva květnatých bučin a jasanových olšin s velmi hodnotným podrostem                                                                          | 49°6′37″ s. š., 17°13′50″ v. d.  |
| 412  | Stonáč                                                                       | PP  | Stonáč               | 4,77         | Kategorie „Stonáč“ na Wikimedia Commons                                        | Údolí potoka s četnými tůněmi a bohatou vodní i pobřežní květenou                                                                                     | 49°18′27″ s. š., 17°25′31″ v. d. |
| 413  | Strabišov-Oulehla                                                            | NPR | Strabišov-Oulehla    | 69,63        | Kategorie „Strabišov-Oulehla“ na Wikimedia Commons                             | Výslunné stráně s listnatým porostem, lokalita střevičníku pantoflíčku                                                                                | 49°10′24″ s. š., 17°12′18″ v. d. |
| 1568 | Stráň                                                                        | PP  | Stráň                | 8,64         | Kategorie „Stráň (natural monument“ na Wikimedia Commons                       | Pastvina s teplomilnou květenou | 49°22′28″ s. š., 17°41′4″ v. d.  |
| 621  | Pralesovitý porost na území PR                                               | PR  | Tesák                | 9,19         | Kategorie „Tesák (nature reserve)“ na Wikimedia Commons                        | Zbytek staré jedlobučiny s převahou jedle | 49°22′22″ s. š., 17°47′21″ v. d. |
| 489  | Popis obrazku                                                                | PP  | Včelín               | 2,72         |                                                                                | Výslunná stráň s výskytem teplomilné květeny | 49°13′21″ s. š., 17°20′42″ v. d. |
| 879  | Popis obrazku                                                                | PP  | Vřesoviště Bílová    | 0,31         | Kategorie „Vřesoviště Bílová“ na Wikimedia Commons                             | Ojedinělé vřesoviště v Hostýnských vrších | 49°24′44″ s. š., 17°50′50″ v. d. |
|      | Záhlinické rybníky                                                           | PřP | Záhlinické rybníky   | 500          | Kategorie „Záhlinické rybníky“ na Wikimedia Commons                            | Významné stanoviště a hnízdiště vodních a tažných ptáků.                                                                                              | 49°17′20″ s. š., 17°26′30″ v. d. |
| 6110 | PP Záříčské louky - část na okraji města Chropyně jižně od trati do Kojetína | PP  | Záříčské louky       | 68,9847      | Kategorie „Záříčské louky“ na Wikimedia Commons                                | Modrásek bahenní (Maculinea nausithous) a ohniváček černočárný (Lycaena dispar)                                                                       | 49°21′56″ s. š., 17°20′55″ v. d. |
| 1765 | Záskalí (přírodní rezervace)                                                 | PR  | Záskalí              | 31,82        | Kategorie „Záskalí (přírodní rezervace)“ na Wikimedia Commons                  | Svěží a obohacené dubové bučiny s výskytem ohroženého druhu kruštíku modrofialového                                                                   | 49°11′16″ s. š., 17°23′26″ v. d. |